# چری ای۱۵
چری ای۱۵ (Chery A۱۵) خودرویی سدان کامپکت ساخت چری است که از سال ۲۰۰۳ تا ۲۰۱۶  تولید شده‌است. این خودرو در ایران با نام چری ویانا به مدت کوتاهی توسط سناباد خودرو تولید و عرضه شد.
این خودرو با حجم موتور 1500 و 1600 cc و سوخت بنزین، از محصولات لیفت بک شرکت چری چین است که در چین، اوکراین، مالزی و ایران (توسط سناباد خودرو) عرضه می‌شد.
این خودرو حاصل طراحی مجدد چری A11 است که خود برمبنای سِئات تولدو و بر روی پلت‌فرم فولکس واگن ساخته شده‌است.
از جمله تجهیزات این خودرو می‌توان به فرمان برقی با قابلیت گردش کامل در شعاع ۵٫۵ متر، کولر، شیشه‌بالابر برقی چهار در، قفل مرکزی، سیستم ضد سرقت ایموبلایزر، گرمکن شیشه عقب، چراغ مه‌شکن جلو و عقب، آینه‌های بغل برقی، سیستم ترمز ABS، و ایربگ، اشاره کرد. مصرف بنزین این محصول چینی ۷.۲ لیتر در هر ۱۰۰ کیلومتر سیکل ترکیبی است. قیمت مدل بنزینی این خودرو در سال ۱۳۸۸، دوازده میلیون و ۷۹۰هزار تومان بود و نوع دوگانه‌سوز آن نیز در همان سال با نرخ ۱۳میلیون ۵۹۰هزار تومان به فروش می‌رسید.

## مشخصات فنی
- موتور: SQR480ED
- سیلندر: ۴ سیلندر خطی
- تعداد سوپاپ: ۸ و ۱۶
- حجم موتور: 1596 cc و 1498 cc
- نسبت تراکم: ۹٫۷۵
- قدرت موتور: 110 hp at 6000 rpm
- حداکثر گشتاور: 163 N.m at 4700 rpm
- نوع سوخت: بنزینی و گاز شهری
- سیستم سوخت: انژکتوری چند نقطه‌ای
- سیستم احتراق: احتراق داخلی - جرقه‌ای
- استاندارد آلایندگی: Euro III
- حداکثر سرعت: 195 Km/hr
- شتاب۰ تا ۱۰۰ کیلومتر: s10.7 16V و18 8V s
- میانگین مصرف سوخت خارج شهر: 6.2 Lit/100Km
- میانگین مصرف سوخت داخل شهر: 8.3 Lit/100Km
- میانگین مصرف سوخت ترکیبی:7.2 Lit/100Km
- گیربکس: 5 دنده دستی cvt
- کلاچ: تک صفحه‌ای خشک - مکانیکی
- دیفرانسیل: دیفرانسیل جلو
- باک بنزین: پلاستیکی ۵۵ لیتری
- حجم فضای صندوق عقب: ۵۵۰ لیتر
- روغن موتور با فیلتر: ۳٫۶ لیتر
- روغن گیربکس: ۲٫۲ لیتر
- ظرفیت سیستم خنک‌کننده: ۷٫۳۵ لیتر
- روغن هیدرولیک فرمان: ۱ لیتر
- فرمان: پینیون و دنده شانه‌ای هیدرولیک
- نوع ترمز: ترمز هیدرولیکی با بوستر خلائی
- ترمز جلو: دیسکی
- ترمز عقب: کاسه‌ای
- ترمز ضد قفل: ABS
- وزن تقریبی خودرو: 1100 Kg
- حداکثر وزن قابل حمل توسط خودرو: 2400 Kg
- حداکثر وزن مجاز با سرنشین: 1475 Kg
- حداکثر بار بر محور عقب: 720 Kg
- حداکثر بار بر محور جلو: 755 Kg
- ابعاد خودرو (mm): ۴۳۹۳ ×۱۶۸۲×1424[۲]

## نگارخانه

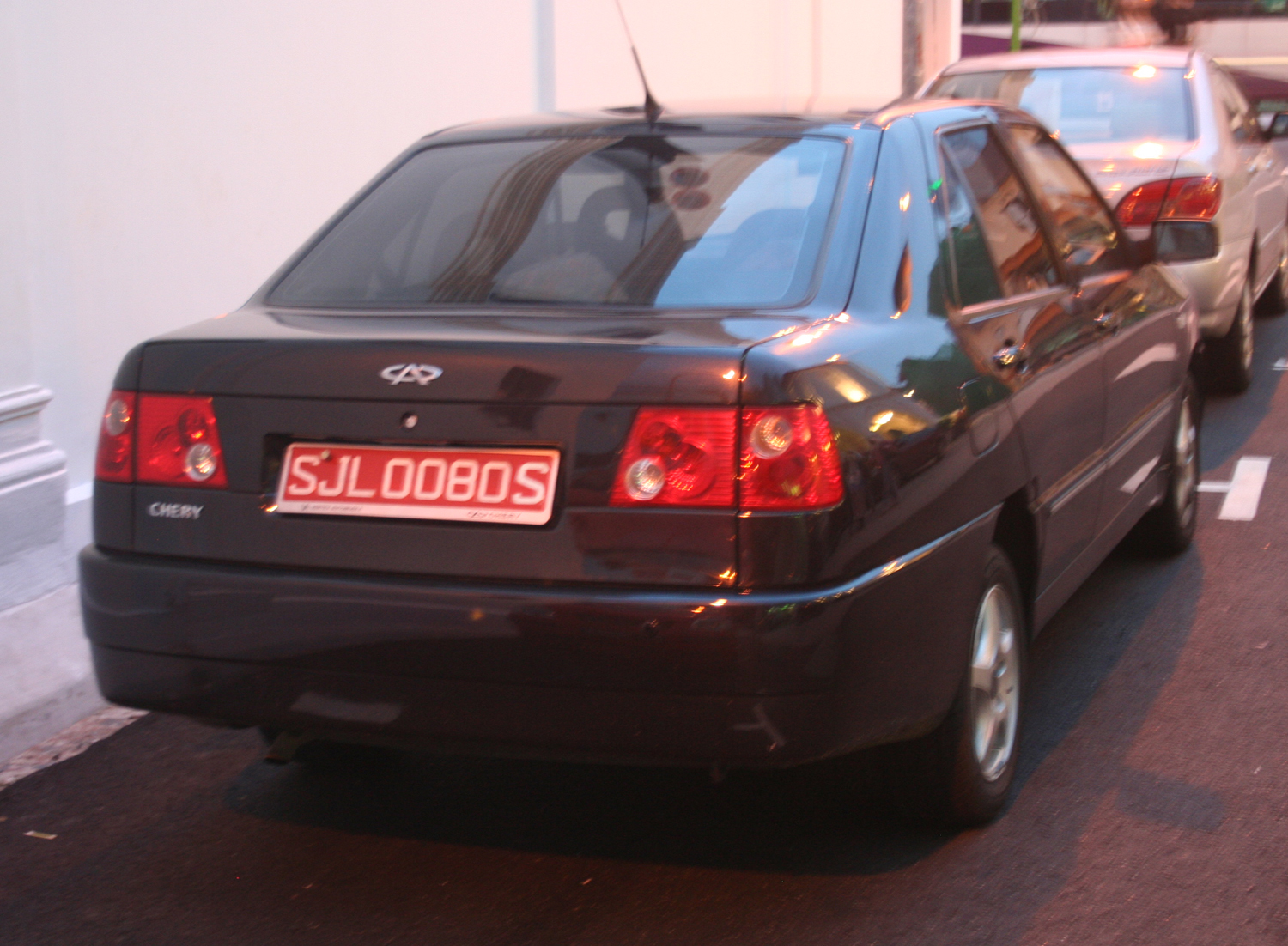
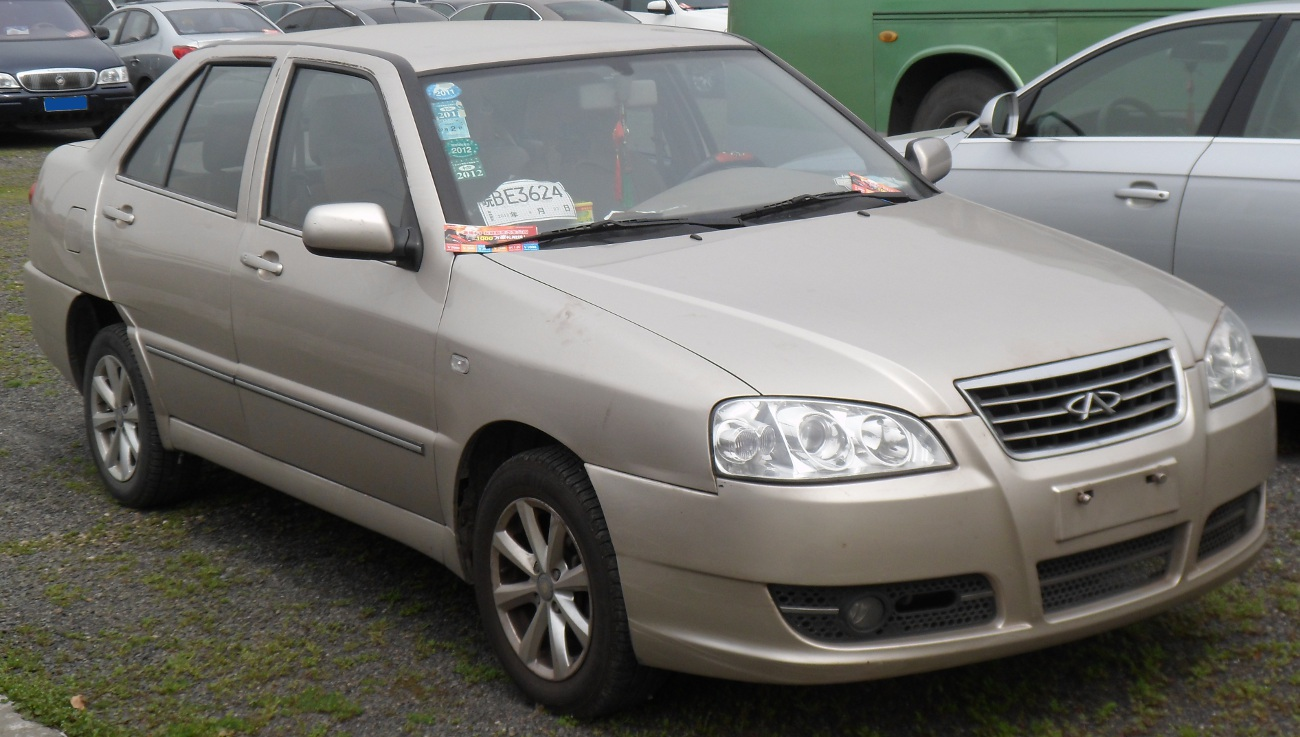
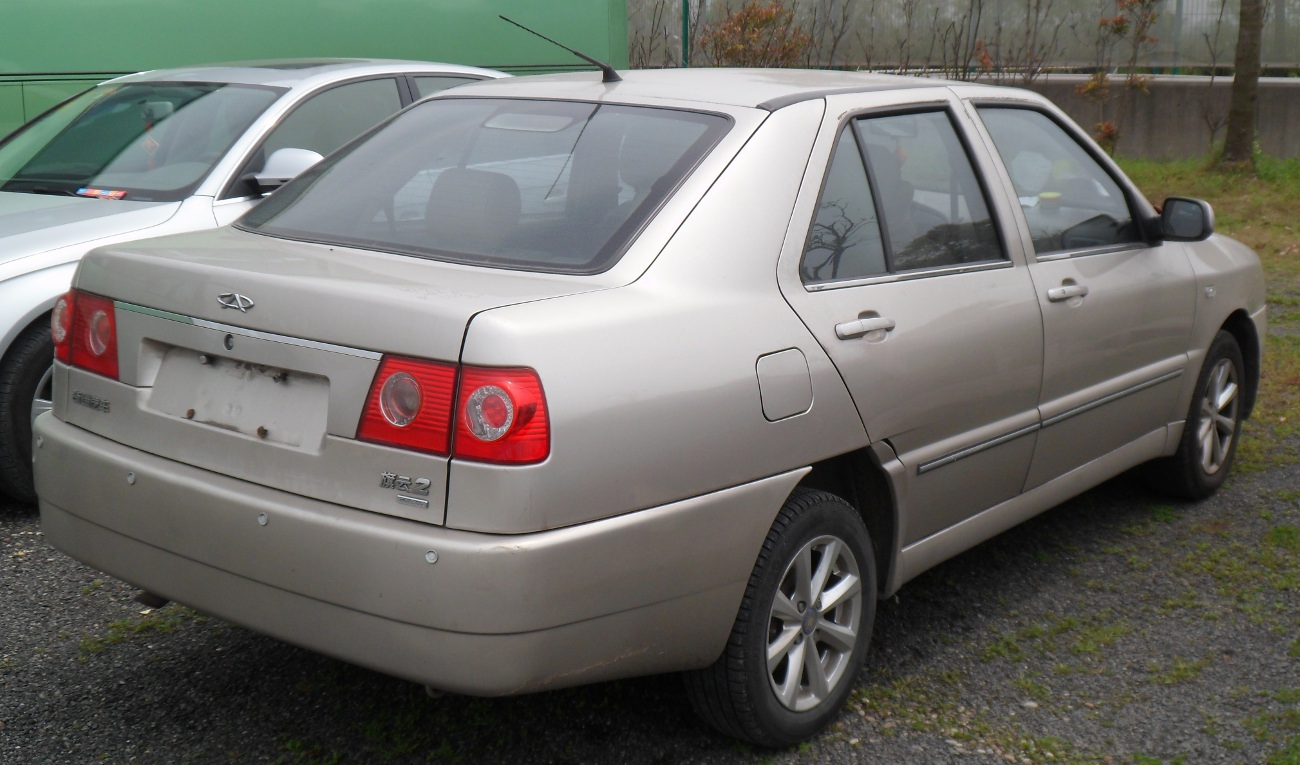
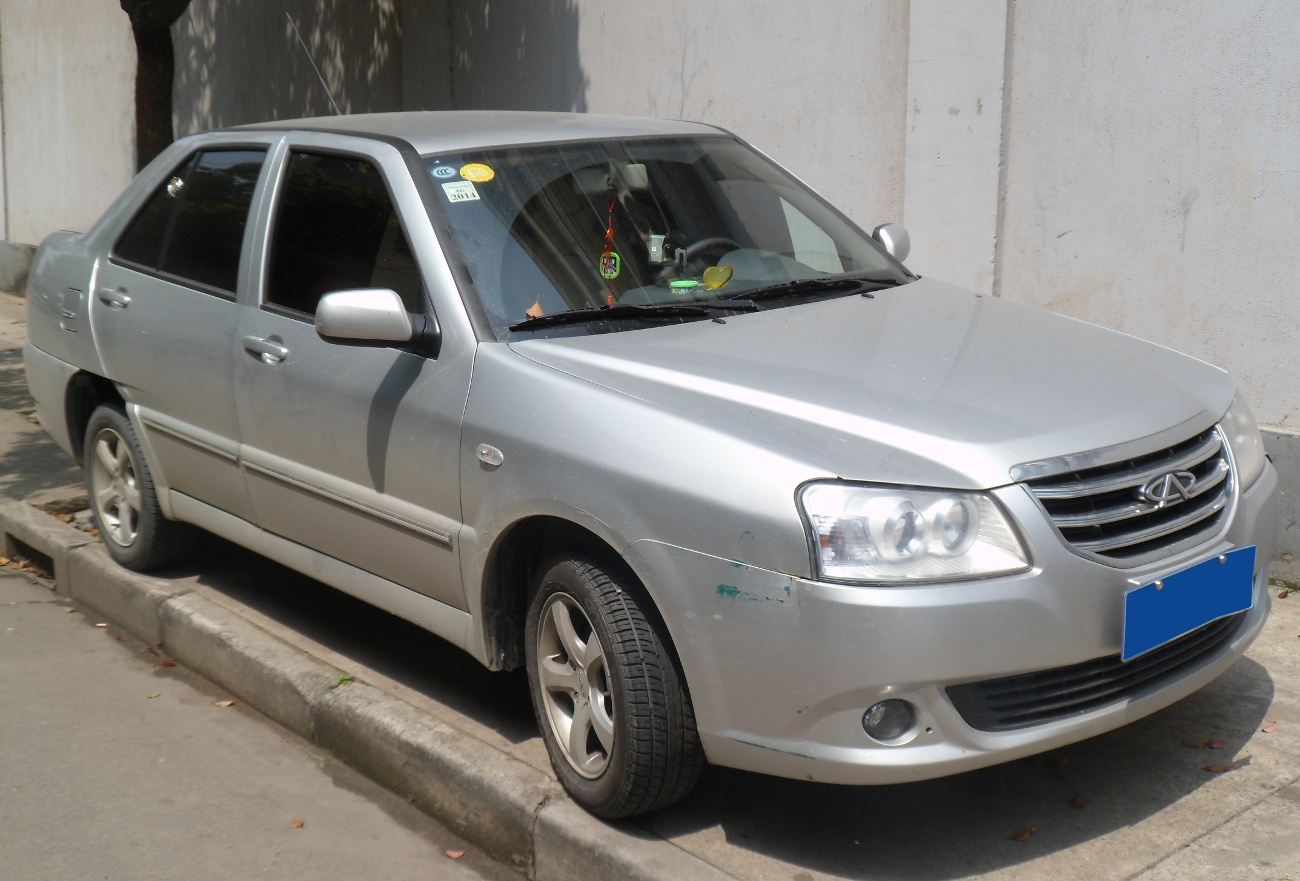
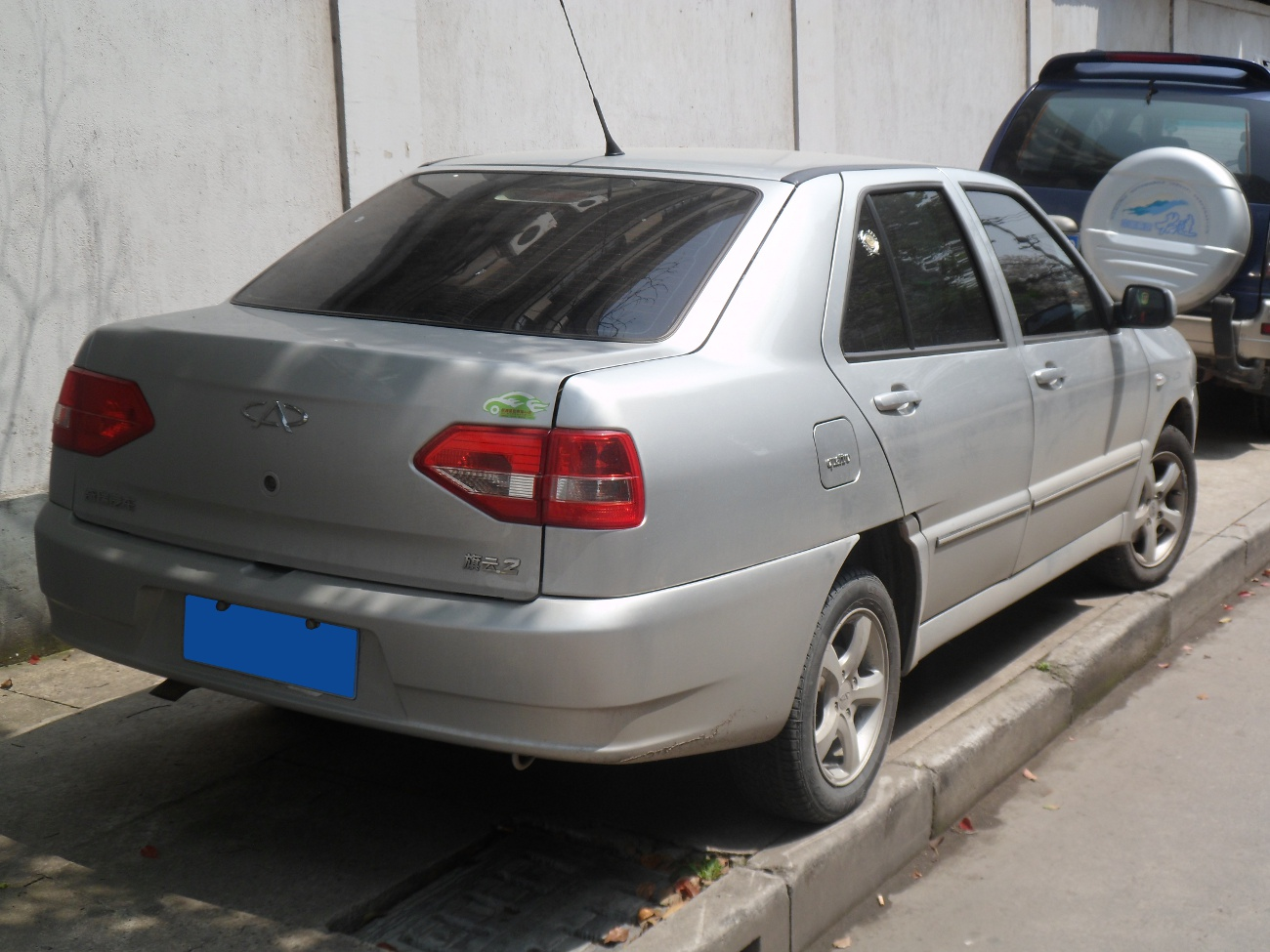